# Luperina zollikoferi
Fabula zollikoferi là một loài bướm đêm trong họ Noctuidae.

## Hình ảnh

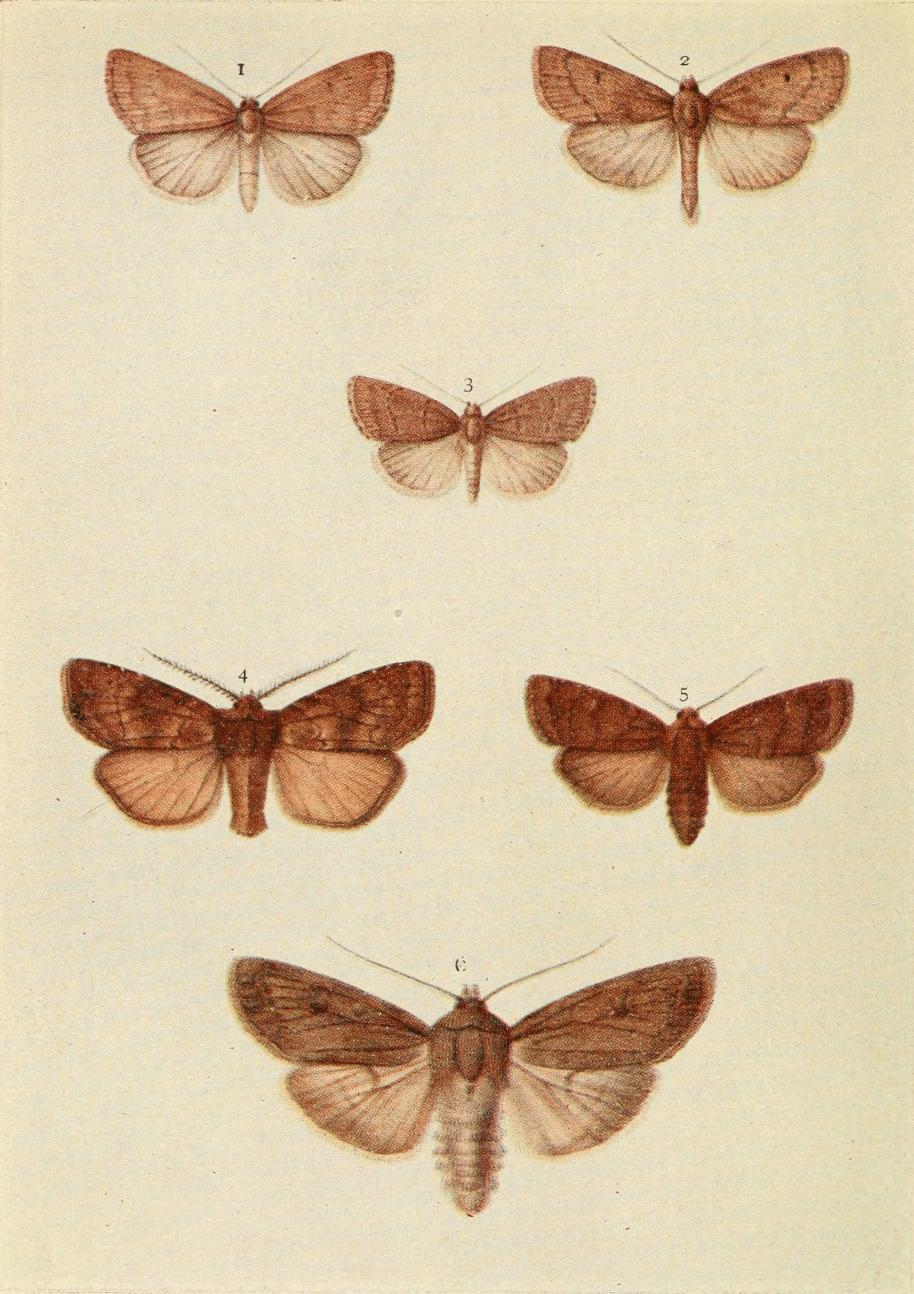